# Міхай Попеску (футболіст)
Міхай Попеску (рум. Mihai Popescu; нар. 7 травня 1993, Кимпулунг) — румунський футболіст, захисник клубу ФКСБ та національної збірної Румунії.

## Клубна кар'єра
Народився 7 травня 1993 року в місті Кимпулунг. Вихованець клубу «Динамо» (Бухарест) у якому і дебютував на дорослому рівні 2013 року. Через велику конкуренцію більшу частину проводив у оренді виступаючи за румунські команди «Дунеря» (Келераші), «Берчень» та «Волунтарі». У січні 2019 року на правах оренди перейшов до шотландського клубу «Сент-Міррен». У липні повернувся з оренда до «Динамо» (Бухарест).
У вересні 2020 року Попеску підписав дворічний контракт із клубом Чемпіоншип «Гарт оф Мідлотіан». 31 серпня 2021 року, Міхай на правах оренди перейшов до клубу «Гамільтон Академікал».
У липні 2022 року Попеску покинув «Гарт» як вільний агент і повернувся до рідної Румунії, підписавши дворічний контракт із командою Ліги I «Фарул».
4 вересня 2024 року Попеску уклав однорічну угоду з чинним чемпіоном Румунії ФКСБ, сума трансферу склала €250,000.

## Виступи за збірні
21 березня 2025 року, Попеску дебютував у складі національної збірної Румунії у домашньому матчі кваліфікаційного відбору до чемпіонату світу 2026 року проти команди Боснії і Герцеговини. Перший гол за національну команду Міхай забив 25 березня 2025 року в переможній грі 5–1 на виїзді проти збірної Сан-Марино.

## Титули і досягнення
Динамо (Бухарест)
- Володар Кубка румунської ліги: 2016–17

Волунтарі
- Володар Суперкубка Румунії: 2017

Гарт оф Мідлотіан
- Переможець Чемпіоншип: 2020–21

Фарул (Констанца)
- Чемпіон Румунії: 2022–23
- Фіналіст Суперкубка Румунії: 2023

ФКСБ
- Чемпіон Румунії: 2024–25
- Володар Суперкубка Румунії: 2025